# 국제 모든 인권 침해와 관련된 진실에 대한 권리와 희생자의 존엄을 위한 날
국제 모든 인권 침해와 관련된 진실에 대한 권리와 희생자의 존엄을 위한 날(International Day for the Right to the Truth concerning Gross Human Rights Violations and for the Dignity of Victims)은 매년 3월 24일이며, 2010년 9월 21일 유엔 총회(United Nations General Assembly)에 의해 선포되었다.
이 날의 목적은 다음과 같다. 첫째, 총체적이고 체계적인 인권 침해로 인한 희생자를 추모하고 진실과 정의에 접근할 권리의 중요성을 증진한다. 둘째, 인권을 증진하고 보호하기 위한 투쟁에 목숨을 바치고 삶을 헌신한 모든 이들을 조문한다. 셋째, 사회적 약자들에 대한 인권 침해를 비난하고 삶을 보호하는 원칙들을 옹호하고 인간의 존엄을 증진하며 모든 형태의 폭력에 반대하다가 1980년 3월 24일 암살된 엘살바도르(El Salvador)의 대주교 오스카르 아르눌포 로메로(Oscar Arnulfo Romero)의 중요한 업적과 가치를 인식한다.
유엔 총회(United Nations General Assembly)는 이 날을 지키기 위해 모든 가입국과 국제기구, 그리고 시민단체와 개인들을 초청하고 이를 결의한다.